# Cylindroniscus maya
Cylindroniscus maya is een pissebed uit de familie Trichoniscidae. De wetenschappelijke naam van de soort is voor het eerst geldig gepubliceerd in 1958 door Rioja.